# Зенин, Юрий Леонидович
Юрий Леонидович Зенин (бел. Юрій Леонідович Зенін; род. 15 августа 1967) — белорусский футболист, полузащитник.

## Клубная карьера
Футбольную карьеру начал в 1991 году в составе клуба «Полесье» (Мозырь), который в то время выступало в чемпионате Белорусской ССР. В 1992 году вместе с командой дебютировал в первом розыгрыше второй лиги белорусского чемпионата. По итогам сезона команда с помощью Юрия получила путевку в первую лигу. В составе мозырского коллектива выступал до 1994 года. В том же году провел 1 матч в высшей лиги, а в 1995 году перебрался в солигорский «Шахтёр».
Транзитом через «Полесье» (Козенки) в 1995 году оказался в составе луганской «Зари-МАЛС». Дебютировал в футболке луганчан 22 сентября 1995 в победном (1:0) домашнем поединке 11-го тура Премьер-лиги против криворожского «Кривбасса». Зенин вышел на поле в стартовом составе, а на 80-й минуте его заменил Виталий Старовик. В составе «Зари» сыграл 3 матча в чемпионате Украины. В 1996 году защищал цвета «Химика» (Светлогорск), а в следующем году — «Трансмаша» (Могилев). С 1997 года выступал в «Полесье» (Козенки). В 2000 году усилил второлиговый клуб «Вертикаль» (Калинковичи), в футболке которого в 2004 году и завершил карьеру футболиста.